# پتاسیوم هیدرید

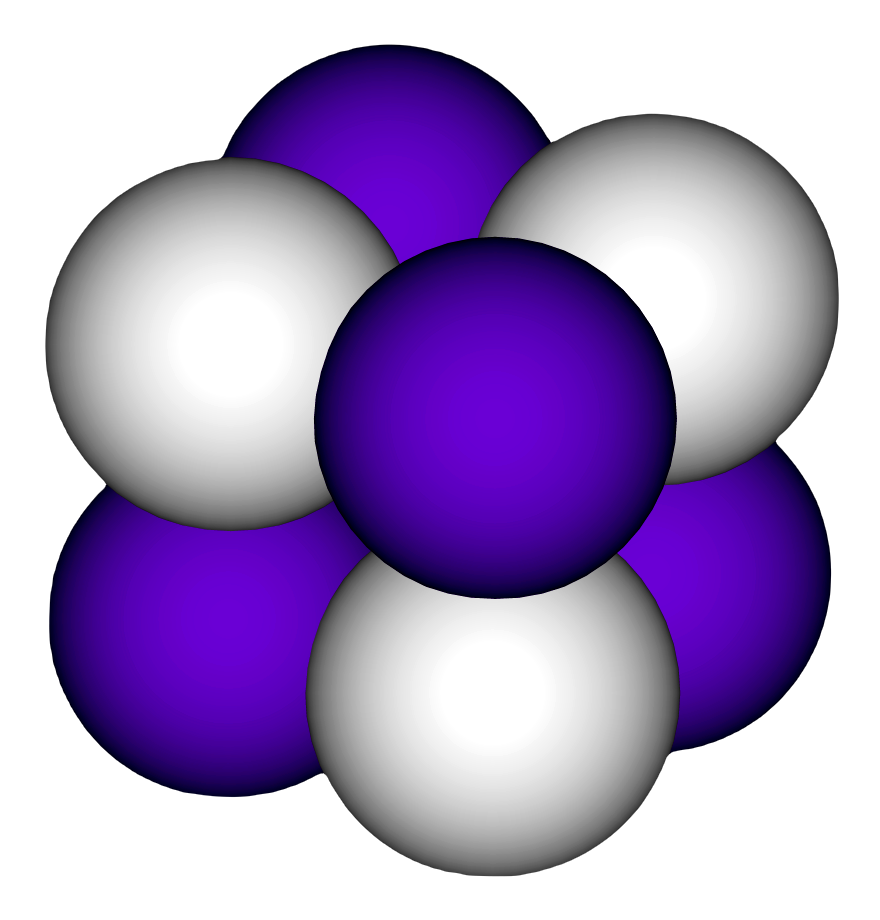
مدل یونی پتاسیم هیدرید

پتاسیوم هیدرید یک ترکیب شیمیایی از دو عنصر پتاسیوم و هیدروژن است.